# Stilbus gossypii
Stilbus gossypii là một loài bọ cánh cứng trong họ Phalacridae. Loài này được Brèthes miêu tả khoa học năm 1912.